# Mød og stem den 4. marts
|  | Denne artikel er oprettet af botten Steenthbot ud fra en ekstern database. Den kan derfor have sproglige fejl eller mangler. Denne skabelon kan fjernes efter kontrol af indholdet. |

Mød og stem den 4. marts er en dansk oplysningsfilm fra 1958.

## Handling
Valgfilm 1958 produceret af Københavns Kommune.